# 伺機而動
《伺機而動》(英語：Crawling)是美國搖滾樂團聯合公園的一首歌曲，作為他們首張專輯《混合理論》中的第二支單曲於2000年發行。這首歌展現了樂團標誌性的新金屬風格，結合了重金屬與電子元素。歌曲中的主唱查斯特·班寧頓以其強烈的情感表現出內心的痛苦與掙扎，這讓《Crawling》在歌迷間引起了深刻的共鳴。由於這首歌的出色表現，聯合公園贏得了2002年的葛萊美獎「最佳硬式搖滾演出」獎項，奠定了他們在全球音樂界的重要地位。

## 背景
這首是聯合公園少數幾首沒有明顯出現麥克·篠田（Mike Shinoda）饒舌部分的歌曲之一。這首歌的前奏在現場演出中經過多次改編，自2008年Projekt Revolution巡迴演唱會以來，篠田常在《顛覆混合理論》版本的《Crawling》，即《Krwlng》（與Staind主唱亞倫·劉易斯合作）前奏部分，加入歌曲《Hands Held High》的首段饒舌。在2009年的現場演出中，篠田在《Crawling》的前奏中饒舌了《Hands Held High》的兩段歌詞，第一段是清唱或與貝斯伴奏，然後進入《顛覆混合理論》版本的前奏，並接著饒舌第二段歌詞。
主唱查斯特·班寧頓曾表示，這首是聯合公園現場演出中最難唱的歌曲，並且他提到這首歌的靈感來自於他自己與毒品及酒精的鬥爭。他說：「這首描述的是我感覺自己在毒品與酒精方面失去自我控制的狀態，這也體現在歌詞中的那句『These wounds, they will not heal……』。」這首歌是以升C小調（C♯ minor）錄製的。

### 創作過程中的意外
在《Crawling》的創作過程中，主唱查斯特·班寧頓原本在副歌中寫下了「Fear is powerful」（恐懼是強大的），但製作人唐·吉爾摩(Don Gilmore)在聽取歌曲時誤聽成了「Fear is how I fall」（恐懼是我墮落的原因）。這個意外的誤聽最終被樂團認可，並成為了歌詞的一部分。麥克·篠田後來解釋，這個意外的發現使得歌曲的意境更加深刻，並且這次經歷也教會了他們，即使在即興哼唱或沒有實際歌詞時，也應該仔細傾聽，因為有時候無心的創作能帶來意外的靈感與美妙的詞句。
2020年10月9日，聯合公園在官方頻道公開了這首歌的Demo版本。一些細心的歌迷聽出了這個歌詞的差異，並在影片下方留言，用下一句歌詞「confusing what is real」（混淆了真實）來調侃這個誤聽的差別，展現了歌迷對這首歌的幽默回應與深刻共鳴。

## 音樂錄影帶
音樂錄影帶由史特勞斯兄弟執導，影片呈現了一位年輕女性在面對虐待關係時內心的掙扎。這位女性由凱特琳·羅莎森 (Katelyn Rosaasen)飾演，透過特效，影片表現出她將自己封閉於外界，並以水晶包覆全身，象徵她的內心防禦機制。最終，這些水晶慢慢退去，暗示她逐漸解放自己。
原本這部音樂錄影帶的劇本設計有一個更「黑暗」的結局，靈感來自電影《异种》，情節是狂熱的粉絲謀殺了樂團成員，但這個結局遭到了华纳兄弟的拒絕，最終改為現在的結局。
值得注意的是，這支音樂錄影帶是聯合公園貝斯手戴夫·法雷爾重回樂團後參與的第一支錄影帶。影片還入圍了MTV音樂錄影帶大獎的「最佳搖滾錄影帶」，但最終輸給了林普巴茲提特的《Rollin'》。

### 額外內容
CD中的額外內容與聯合公園的DVD《Frat Party at the Pankake Festival》中的隱藏彩蛋片段相同，不過在這裡的版本是未經審查的，而《Frat Party》中的片段則是經過審查的。
此外，還有發行一款「限量編號版」的DVD單曲，當中包含樂團在龍之節（Dragon Festival）現場演唱的《Crawling》版本，不過這場演出的音訊是與錄音室版本同步的。這支DVD提供了多重攝影機角度功能，觀眾可以使用DVD遙控器來切換觀看不同角度的表演。該DVD還包括四段30秒的現場片段，分別是《One Step Closer》、《By Myself》、《With You》以及《A Place for My Head》。這段現場版本的《Crawling》也可以在華納兄弟唱片的YouTube頻道上找到，該影片於2010年2月9日上傳。此外，這段影片也作為《Frat Party at the Pankake Festival》的DVD附加內容之一。

## 知名翻唱版本
2017年8月初，酷玩樂團主唱克里斯·馬汀在現場表演時，以鋼琴獨奏的方式演繹了《Crawling》，這次演出是為了致敬已故的聯合公園主唱查斯特·班寧頓，他於2017年7月20日自殺身亡。
8月10日，Staind主唱Aaron Lewis在馬薩諸塞州佛羅倫斯的Look Park舉辦的演唱會上，現場翻唱了《Crawling》。
此外，30秒上火星主唱杰瑞德·莱托也在表演中將《Crawling》融入了一段向班寧頓致敬的混搭表演中。

## 其他媒體中的使用
在2010年冬季奥林匹克运动会的花式滑冰項目中，代表英國的約翰·科爾 (John Kerr)與席妮德·科爾姐弟檔在冰舞決賽時，選用了《顛覆混合理論》版本的《Krwling》作為表演音樂。

## 商業表現
《Crawling》在許多國家都取得了成功。在英國，這首歌首次進榜便排在第16名，並且在榜上停留了八週。它在加拿大和奧地利也打進了前十名。除此之外，這首歌在多個國家進入了前30和前40名，成績優於《One Step Closer》。然而，在美國它的最高排名僅為第79名，成為樂團最低的單曲成績，直到他們發行了《Given Up》，該曲最高只達到第99名。儘管排名較低，《Crawling》在美國現代搖滾榜上名列第5名，並且在主流搖滾榜上達到第3名。值得一提的是，雖然這首歌的排名並不高，但它在榜單上停留了20週，比《One Step Closer》在榜的18週還要長。

## 曲目
| CD single | CD single                        | CD single |
| 曲序      | 曲目                             | 时长      |
| --------- | -------------------------------- | --------- |
| 1.        | Crawling（Album Version）        | 3:29      |
| 2.        | Papercut（Live from the BBC）    | 3:08      |
| 3.        | Backstage Video Footage（Video） | 9:56      |

| DVD single | DVD single                      | DVD single |
| 曲序       | 曲目                            | 时长       |
| ---------- | ------------------------------- | ---------- |
| 1.         | Crawling（Live Video）          | 3:31       |
| 2.         | Crawling（Album Version）       | 3:29       |
| 3.         | 4x30 Second Live Video Snippets | 2:00       |

## 榜單
| Chart (2001–2002)                     | Peak position |
| ------------------------------------- | ------------- |
| 澳大利亚（澳大利亚唱片业协会單曲榜）  | 33            |
| 奥地利（Ö3四十强单曲榜）              | 8             |
| 比利时佛兰德（Ultratop五十强单曲榜）  | 25            |
| Europe (Eurochart Hot 100)            | 52            |
| 德国（德國官方單曲榜）                | 14            |
| 愛爾蘭（愛爾蘭唱片音樂協會单曲榜）    | 16            |
| Netherlands (Dutch Top 40 Tipparade)  | 5             |
| 荷兰（百强单曲榜）                    | 45            |
| 新西兰（新西兰唱片音乐协会单曲榜）    | 37            |
| 蘇格蘭（官方榜单公司單曲榜）          | 15            |
| 瑞典（瑞典最熱榜）                    | 27            |
| 瑞士（瑞士热门音乐榜）                | 43            |
| 英國（官方榜单公司單曲榜）            | 16            |
| 英國（官方榜单公司搖滾榜）            | 2             |
| 美国（《告示牌》百大單曲榜）          | 79            |
| 美國（《告示牌》Alternative Airplay） | 5             |
| 美國（《告示牌》主流搖滾歌曲榜）      | 3             |

| Chart (2017)                     | Peak position |
| -------------------------------- | ------------- |
| Canada Digital Songs (Billboard) | 41            |
| 捷克（百強數位單曲榜）           | 73            |
| France (SNEP)                    | 106           |
| 匈牙利（四十強單曲榜）           | 30            |
| 葡萄牙（葡萄牙唱片業協會单曲榜） | 81            |
| 斯洛伐克（百強數位單曲榜）       | 74            |
| 美國（《告示牌》Hot Rock Songs） | 8             |

| Chart (2001)                     | Position |
| -------------------------------- | -------- |
| Austria (Ö3 Austria Top 40)      | 31       |
| Belgium (Ultratop Flanders)      | 97       |
| Germany (Official German Charts) | 47       |
| Ireland (IRMA)                   | 88       |
| UK Singles (OCC)                 | 190      |

| Chart (2017)                  | Position |
| ----------------------------- | -------- |
| US Hot Rock Songs (Billboard) | 85       |

## 認證
| 地區                                     | 认证 | 认证单位/销量 |
| ---------------------------------------- | ---- | ------------- |
| 奥地利（國際唱片業協會奧地利分會） Video | 金   | 5,000*        |
| 意大利（意大利音乐产业联盟）             | 白金 | 100,000‡      |
| 西班牙（西班牙音樂製作協會）             | 金   | 30,000‡       |
| 英国（英国唱片业协会）                   | 白金 | 753,000       |
| 美国（美國唱片業協會）                   | 金   | 500,000‡      |
| *僅含認證的實際銷量 ‡僅含認證的+實際銷量 |      |               |

## 發行歷史
| Region | 日期          | 格式                                           | Ref.   |
| ------ | ------------- | ---------------------------------------------- | ------ |
| 美國   | 2001年4月2日  | CD                                             | [ 1 ]  |
| 英國   | 2001年4月9日  | CD DVD 卡式錄音帶                              | [ 50 ] |
| 美國   | 2001年4月17日 | Rock radio active rock radio alternative radio | [ 51 ] |